# Zahara de los Atunes
Pour les articles homonymes, voir Zahara.
Zahara de los Atunes (atún signifie thon en espagnol) est une petite localité côtière située sur la Costa de la Luz, au bord de l'océan Atlantique), en Andalousie. Réputé comme centre de la pêche au thon, il appartient à la province de Cadix et à la commune de Barbate. 
Cette petite localité a aussi la chance d'être en bordure de plage. Cette dernière est assez conséquente et permet d'observer le continent Africain, se trouvant juste en face. Cette plage se trouve, d'ailleurs, dans le détroit de Gibraltar, séparant l'Espagne de l'Afrique.  
Zahara de los Atunes se situe à un peu moins d'une heure de route du port d'Algésiras.   

## Démographie
Zahara de los Atunes compte environ 2 000 habitants, mais en haute saison, ce sont jusqu'à 20 000 personnes qui résident dans la station balnéaire.

## Atlanterra
Atlanterra est un complexe touristique de luxe situé à quelques kilomètres du vieux village de Zahara de los Atunes. Bien qu'atteignable seulement depuis Zahara de los Atunes, la station est située sur la commune de Tarifa.